# مزنتیوس

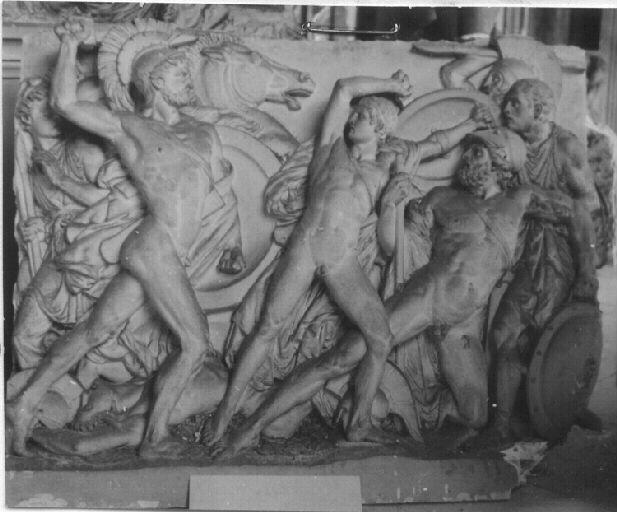
مزنتیوس زخمی شده، توسط پسر بی باکش لاوسوس حفظ شد، جایزه بزرگ رم اثر لویی-لئون کوگوت، ۱۸۵۹

مزنتیوس (انگلیسی: Mezentius) در اسطوره‌شناسی روم پادشاه اتروسک و پدر لاوسوس بود. او به دلیل ظلم خود به تبعید فرستاده شد و به لاتیوم نقل مکان کرد. او از خونریزی لذت می‌برد و در میدان نبرد به شدت وحشی بود، اما مهم‌تر از آن برای مخاطبان رومی، او یک «تحقیر کننده خدایان»، یک «نفرت بر خدایان» بود.
او در کتاب ویرژیل «انه‌اید»، عمدتاً در کتاب دهم ظاهر می‌شود، جایی که به تورنوس در جنگ علیه آئنیاس و تروآ (شهر) کمک می‌کند. در حالی که در نبرد با آئنیاس بود، بر اثر ضربه نیزه به شدت مجروح می‌شود، اما پسرش لاوسوس با شجاعت مانع از ضربه نهایی اینیاس می‌شود. لاوسوس سپس توسط آئنیاس کشته می‌شود و مزنتیوس می‌تواند برای مدت کوتاهی از مرگ بگریزد. هنگامی که او خبر مرگ لاوسوس را می‌شنود، از اینکه پسرش به جای او مرده‌است شرمنده می‌شود و برای انتقام گرفتن از او سوار بر اسب خود رایبوس به نبرد برمی گردد. او قادر است با دور زدن آئنیاس و از دست دادن نیزه‌ها، آئنیاس را برای مدتی در حالت دفاعی نگه دارد. سرانجام آئنیاس اسب را با نیزه می‌کشد و مزنتیوس را زیر آن  سنجاق می‌کند. آئنیاس بر او چیره می شود، اما مزنتیوس سرپیچی می‌کند و از درخواست رحمت خودداری می‌کند، همان‌طور که تورنوس بعداً انجام می‌دهد. او فقط می‌خواهد که او را با پسرش لاوسوس که به دست آئنیاس کشته شده، دفن کنند.